# Karlovo
Karlovo (bugarski: Карлово) je grad u središnjoj Bugarskoj, u oblasti Plovdiv, s 28 321 stanovnika po popisu iz 2005. godine.

## Povijest
Karlovo je nastalo kao slijednik starije srednjovjekovne tvrđave Kopsis (XIII - XIV stoljeće), posjeda bugarske vlastelinske obitelji Smilec. Današnje Karlovo razvilo se iz sela Sušica (danas je to dio grada) 1483. godine za vrijeme Otomanske vlasti. Važnost grada narasla je početkom XIX stoljeća kada je Karlovo postalo značajni centar bugarskog nacionalnog preporoda.
Između 1953. do 1962. godine grad se zvao Levskigrad.

## Zemljopisne osobine
Karlovo se nalazi u najsjevernijem dijelu povijesne regije Tracije, u prostranoj dolini zvanoj Dolina ruža. Ovu dolinu sa sjevera zatvara planinski masiv Balkan a s juga Sredna Gora. Od glavnog grada Sofije udaljen je 140 km, a od Plovdiva samo 60 km.
Iznad samog grada uzdiže se najviši vrh Balkanskog planinskog masiva Botev (2376 m). Grad leži na rijeci Strjami, u gornjem dijelu njezina toka.
- Pravoslavni hram „Sveti Nikola“
- Lazarovo Učiliŝe
- Muzej Vasil Levski
- Ekonomska škola Todor i Anna Pulievi, Karlovo
- Gostionica sa sovama

## Gospodarstvo
Grad Karlovo i okolica poznati su po proizvodnji ružinog ulja. U gradu djeluje i industrija mesa, kozmetike i vinarija. Pored grada u selu Vedrare, radi tvornica malih poljoprivrednih strojeva.

## Vanjske poveznice
- Službene stranice grada